# Teolytos z Metymny
Teolytos z Metymny (Theolytos) – grecki poeta z epoki aleksandryjskiej. Autor eposu "Dionysiaká", który nie zachował się do naszych czasów.